# Louann
Louann – miasto w Stanach Zjednoczonych, w stanie Arkansas, w hrabstwie Ouachita.